# Stephen Jones
Stephen Michael Jones (Aberystwyth, 8 dicembre 1977) è un ex rugbista a 15 e allenatore di rugby a 15 britannico che giocava nel ruolo di mediano d'apertura. In carriera ha vestito 104 volte la maglia del Galles, di cui è terzo in assoluto per numero di presenze e secondo per punti segnati, e 6 volte quella dei British Lions. Dal 2020 è l'allenatore dell'attacco della nazionale gallese.

## Biografia
Jones iniziò a giocare facendo il suo debutto nel 1996 con il Llanelli RFC. Due anni più tardi, il 27 giugno 1998, avvenne il suo debutto internazionale con il Galles durante la partita persa 96-13 contro il Sudafrica. Questa rappresenta tuttora la peggiore sconfitta subita dalla nazionale gallese nelle partite ufficiali. Venne anche convocato per disputare la Coppa del Mondo di rugby 1999, collezionando una sola presenza subentrando dalla panchina durante la partita contro il Giappone vinta 64-15 nella fase a gironi.
Con la creazione della Celtic League nel 2001, Jones si unì alla franchigia degli Llanelli Scarlets per disputare tale campionato. Dopo avere vinto la Celtic League 2003-04 si trasferì in Francia per giocare con il Clermont Auvergne. Venne convocato per disputare la Coppa del Mondo di rugby 2003, dove segnò anche una meta nella partita dei quarti di finale persa 28-17 contro l'Inghilterra. Jones fu uno dei protagonisti del Grande Slam gallese conquistato al Sei Nazioni 2005. In seguito alle sue prestazione, nel 2005 venne convocato dai British and Irish Lions per il loro tour in Nuova Zelanda collezionando tre presenze contro gli All Blacks.
Dopo i due anni trascorsi con il Clermont, nel 2006 Stephen Jones fece ritorno agli Scarlets, squadra della quale diventerà il maggior realizzatore di punti (2791) e terzo giocatore per maggior numero di presenze (312). Venne convocato alla Coppa del Mondo di rugby 2007, dove il Galles non riuscì a superare la fase a gironi. L'anno dopo realizzò il suo secondo Grande Slam con la nazionale gallese vincendo il Sei Nazioni 2008. Partecipò al tour dei Lions in Sudafrica collezionando tre presenze nei test match contro i padroni di casa. Fece la sua quarta apparizione alla Coppa del Mondo disputando l'edizione 2011 della competizione mondiale, che vide arrivare il Galles al quarto posto. La finale per il terzo posto persa 21-18 contro l'Australia, giocata il 21 ottobre, rappresentò anche la sua ultima partita con la maglia del Galles.
Con le sue 104 presenze internazionali Stephen Jones è il secondo giocatore gallese per maggior numero di presenze dietro il pilone Gethin Jenkins, e con i 917 punti realizzati è il secondo maggior realizzatore dietro l'apertura Neil Jenkins.
Nel 2012 Jones firmò per il club inglese dei London Wasps e l'anno seguente annunciò il suo ritiro per intraprendere la carriera di allenatore, occupandosi di curare l'attacco degli stessi Wasps.

## Palmarès
- Celtic League: 1
Llanelli Scarlets: 2003-04